# L'Âge d'or
L'Âge d’or is een surrealistische film, geschreven en geregisseerd door Luis Buñuel en uitgebracht in 1930. Salvador Dalí wordt in de aftiteling als scenarioschrijver vermeld, hoewel hij in het schrijfproces maar een zeer minimale inbreng had. L’Âge d’or staat bekend als de eerste surrealistische lange speelfilm en een van de eerste Franse geluidsfilms. Het is overigens een van de eerste films die experimenteert met de verhouding tussen beeld en geluid.
L’Âge d’or doet in zijn surrealistische beeldtaal niet onder voor Buñuels eerste film Un chien andalou, maar is vooral nog directer en provocatiever in zijn aanvallen tegen de katholieke kerk en de bourgeoisie. De première zorgde dan ook voor veel furore in conservatieve en extreemrechtse kringen, met als resultaat dat de film amper een week later werd verboden. Ook de producent, graaf Charles de Noailles, moest de film uit circulatie halen, waardoor de film bijna vijftig jaar lang alleen in gesloten kringen kon werden vertoond.

## Rolverdeling
| Acteur                 | Personage                      |
| ---------------------- | ------------------------------ |
| Gaston Modot           | de Man                         |
| Lya Lys                | het jonge meisje               |
| Max Ernst              | leider van mannen in de schuur |
| Caridad de Laberdesque | kamermeid en klein meisje      |
| Josep Llorens Artigas  | gouverneur                     |
| Lionel Salem           | graaf van Blangis              |
| Germaine Noizet        | markiezin                      |
| Duchange               | dirigent                       |

## NaUn chien andalou
Doordat de eerste openbare vertoning van Un chien andalou in Ursulines laaiend werd onthaald door de leden van de surrealistische beweging, werd Luis Buñuel meteen tot de groep rond kunstenaar André Breton uitgenodigd. Buñuel nam deel aan de dagelijkse bijeenkomsten en raakte gefascineerd door de surrealistische ‘moraal’. Hij deelde ook de haat van de surrealisten jegens bestaande maatschappelijke structuren en de gangbare rationele ideeën, dit om doelbewust op zoek te gaan naar meer irrationele vormen van expressie. Hoe dan ook, het commerciële succes van de film leidde ertoe dat ook de bourgeois intellectuelen interesse begonnen te tonen, dit tot argwaan van Breton en zijn groep. Buñuel was vastbesloten om zijn positie binnen de surrealistische beweging te versterken en besloot daarom een anticommerciële film te maken met nog grotere schandaalwaarde.

## Scenario en voorproductie
Door de vruchtbare samenwerking met Salvador Dalí voor het scenario van Un chien andalou had Buñuel een vervolgfilm voor ogen die aanvankelijk de titel La Bête andalouse zou dragen. Buñuel had al een twintigtal ideeën op papier gezet waaruit hij een film wilde maken, waaronder een tafereel waarin een hooiwagen door een mondaine salon rijdt, en een waarin een vader zijn zoon neerschiet omdat die de as van zijn sigaret liet vallen. Hij legde de ideeën voor aan Dalí, die enthousiast instemde om aan de film mee te werken. Buñuel kon op dat moment echter geen geld lospeuteren om de opnames te financieren. Teruggekomen in Parijs brachten Christian Zervos en Georges-Henri Rivière van het kunstmagazine Les cahiers d’art hem in contact met het echtpaar De Noailles, aristocraten met een brede interesse voor kunst en een grote bewondering voor Buñuels film Un chien andalou. Ze stemden erin toe om zijn film te financieren, met als enige voorwaarde dat Stravinsky de muziek zou componeren. Buñuel weigerde stellig, waarop Charles de Noailles hem toestemming gaf om zelf in de muziek te voorzien.

#### Breuk met Dalí
In 1929 verbleven Buñuel en Dalí in Cadaqués, Catalonië, om de eerste hand te leggen aan de nieuwe film. In diezelfde periode onderhielden zij contact met de Franse dichter Paul Éluard en diens echtgenote Gala. Dalí raakte snel geobsedeerd door Gala’s schoonheid. Buñuel kon het echter niet goed met haar vinden. Hij verklaarde later dat de breuk tussen hem en Dalí er kwam doordat hij indirect een beledigende opmerking had gemaakt over Gala’s dijen. Enkele dagen later ontaardde een onenigheid met Gala tot een woede-uitbarsting waarbij Buñuel haar, tot grote paniek van Dalí, op de grond gooide en haar keel dichtkneep.
In zijn biografie schreef Buñuel: “Van de ene op de andere dag kende ik Dalí niet meer terug. Elke overeenstemming in ideeën was opeens tussen ons verdwenen, zodat ik ervan heb afgezien om samen met hem aan het scenario voor L’Âge d’or te werken. Hij had het alleen nog maar over Gala, herhaalde alles wat ze zei. Een totale verandering.”
Zoals dit citaat duidelijk maakt, zag Buñuel geen heil meer in de samenwerking. Naar eigen zeggen werd maar een van Dalí’s voorstellen in de uiteindelijke film verwerkt: een shot van een man die door een park loopt met een steen op het hoofd en een standbeeld passeert met ook een steen op het hoofd. Buñuel schreef het scenario helemaal zelf op het buitenverblijf van het echtpaar De Noailles, maar behield de vermelding van Dalí in de aftiteling, hoewel deze geen enkele inbreng meer had.

## Productie
Nadat Buñuel het scenario had uitgeschreven begon hij vrijwel meteen aan de opnames in de studio’s van Villancourt. Alle scènes binnen de riante villa werden in een maand tijd opgenomen. De buitenopnames vonden plaats in de omgeving van Parijs, en de proloog werd opgenomen rond het Spaanse dorp Cadaqués. Vele bevriende kunstenaars  en schrijvers deden mee aan de audities, onder wie Max Ernst, Pierre Prévert en Valentine Hugo.

## Plot
De film is opgedeeld in vier afzonderlijke vignetten die onderling maar weinig narratieve samenhang vertonen en door Buñuel eerder associatief aan elkaar werden geregen:
- De proloog is een semidocumentaire over schorpioenen en hun gedragingen, vooral gericht op hun antisociale en gewelddadige karakter. Hoewel deze sequens op geen enkele manier narratief aansluit op de rest van de film, kan het een toespeling zijn op de onverdraagzaamheid en de wandaden van kerk en staat.
- De tweede proloog toont een arme dief die op een grillige rotskust een viertal prekende bisschoppen opmerkt. Hij rent vervolgens naar een schuur waar hij zijn kompanen meedeelt dat de Majorkanen zijn gearriveerd. Gewapend met geweren en landbouwtuig begeven ze zich naar de rotsen, waar zij allen uitgeput neervallen. De Majorkanen, bestaande uit staatsmannen, burgers, soldaten en priesters, komen aan land en brengen een eerbetoon aan de inmiddels tot skeletten vergane bisschoppen. Vervolgens spreekt de gouverneur een redevoering uit die wordt verstoord door een koppel dat in de modder ligt te vrijen. De minnaars worden met geweld uit elkaar gehaald: de vrouw (Lya Lys) wordt door nonnen en de man (Gaston Modot) door agenten weggevoerd. De gouverneur metselt bij wijze van ritueel de eerste steen om de stichting en opbouw van de Keizerstad Rome in te wijden.
- Het derde deel van de film stelt de passionele liefde van het dolverliefde koppel centraal. De agenten wandelen met de geboeide man door de straten van Rome. Ondertussen praat de vrouw met haar moeder over het feest van markiezin X dat binnenkort zal beginnen. Zij jaagt een koe uit haar bed en kijkt in haar spiegel, waar zij op mystieke wijze in contact treedt met haar geliefde. Even later maakt de man aan de agenten zijn identiteit bekend door een document voor te leggen waaruit blijkt dat hij een officiële humanitaire missie te vervullen heeft. Hij doet een taxi stoppen, stampt een blinde man tegen de grond en rijdt zijn geliefde tegemoet.
- Het vierde deel begint met de aankomst van de gasten in de feestzaal van de markiezin. Alle gasten zijn chic uitgedost en doen zich tegoed aan de uitgestalde dranken. Ze zijn echter blind en onverschillig voor wat er rondom hen gebeurt: een dienstmeid komt in een doodskreet uit een brandende keuken gerend, een hooiwagen met dronken arbeiders rijdt doorheen het gezelschap en buiten schiet een man zijn zoon neer. Geen van deze taferelen kan de aandacht van de gasten lang vasthouden. Inmiddels komt de man aan in de riante villa en raakt aan de praat met de moeder van zijn geliefde. Zij morst een drankje op zijn broek en hij geeft haar een welgemikte kaakslag . Plots schiet de hele zaal in rep en roer, en de man wordt de zaal uit gejaagd. De man wenkt zijn geliefde om mee naar buiten te gaan. In de tuinen geeft het koppel zich over aan wild gevrij, tot een butler hen stoort omdat de minister van Binnenlandse Zaken voor de man aan de lijn is. De vrouw zuigt inmiddels uit wild verlangen aan de teen van een standbeeld. Aan de telefoon gekomen wordt de man door de minister beschuldigd van het falen van zijn missie, waardoor duizenden vrouwen, kinderen en bejaarden zijn omgekomen. Beelden van een uitbrekende revolutie passeren de revue. De man kaffert de minister uit en hangt op. Het volgende shot ligt de minister doodgeschoten tegen zijn plafond. Ondertussen is het elitaire gezelschap naar de tuin verhuisd, waar Tristan en Isolde van Wagner wordt opgevoerd. Als bij donderslag wordt de dirigent getroffen door een bovennatuurlijke kracht die hem gebiedt naar het koppel te gaan. De vrouw maakt zich los uit de armen van haar geliefde, snelt naar de dirigent toe en kust hem op de mond. De man staat uit consternatie recht maar wordt getroffen door een bloembak. De man gaat woedend de villa binnen, vernielt het huismeubilair en gooit een brandende kerstboom, twee bisschoppen, een ploeg, een staf en een giraffe uit het raam.

De epiloog toont hoe, gelijktijdig met voorgaande tafereel, de overlevenden van een 120 dagen durende ziekelijke orgie over een besneeuwde ophaalbrug uit het kasteel van Selligny komen. Zij worden voorafgegaan door een figuur die duidelijk naar Christus verwijst. Een bebloed meisje stort in het portaal in elkaar en wordt door de Jezusfiguur terug naar binnen geleid, waarna zij een luide gil slaakt. Het volgende beeld toont een met scalpen gedecoreerd kruis.

## Surrealisme
In vergelijking met Un chien andalou is de narratieve lijn van L’Âge d’or duidelijker gestructureerd en is ook de tekening van de personages meer afgelijnd. De film sluit echter nog altijd op meerdere manieren aan bij de moraal en de esthetiek van het surrealisme. Zo gooit Buñuel in L’Âge d’or bewust traditionele esthetische normen overboord om de taal van het onderbewuste volwaardig de boventoon te laten voeren. Maar ook de controversiële geladenheid die spreekt uit de uitingen van seksueel verlangen en irrationaliteit is typerend voor een surrealistisch discours.

#### Passie en erotiek
L’Âge d’or kan begrepen worden als een esthetisch pamflet voor de ‘amour fou’, de absolute liefde die de alledaagse werkelijkheid overstijgt. De moderne maatschappij toont zich echter de grootste vijand van deze ‘liefde der waanzin’, die wegens haar bovennatuurlijke karakter volstrekt onbevattelijk is voor de starre burgerlijke rede. Buñuel was scherp gekant tegen de maatschappelijke beperkingen die de passie en het verlangen tussen twee mensen opleggen. Seksuele repressie leidt volgens hem immers tot brutaal geweld. In L’Âge d’or verklaren de twee geliefden met hun hartstocht en seksuele vrijpostigheid de oorlog aan de vijandige en begriploze maatschappij. Zo ruimt de man elk obstakel, hoe onschuldig ook, genadeloos uit de weg: een keffend hondje, een kever op zijn pad, een blinde die hem voor is om de taxi te nemen, de moeder die op zijn broek morst, of een minister die hem op zijn mislukking wijst. Buñuel voegde bewust deze irrationele uitingen van geweld toe om de algemeen aanvaarde sociale codes overhoop te gooien en de morele beperkingen van de maatschappij door elkaar te schudden.
De film staat ook bol van beelden met erotische connotaties. Zo is de wrijvende vrouwenhand op het reclamebord overduidelijk een fantasie die verwijst naar masturbatie. Het shot van de vrouw die uit wild verlangen aan een teen van een stenen standbeeld zuigt, kan als een allusie op orale seks worden begrepen. Dit beeld sluit trouwens nauw aan bij Buñuels fetisjisme voor voeten en benen, iets wat in vele van zijn volgende films terugkomt. Overigens gooit de man aan het einde van de film enkele voorwerpen uit het raam die in verband kunnen worden gebracht met een penis in erectie: een brandende kerstboom, een giraffe, een bisschopsstaf en een ploeg.

#### Surreële tijdsreferenties
Buñuel ondermijnt de klassieke conventies van narratieve cinema door een associatieve droomlogica toe te passen die totaal niet strookt met onze gangbare perceptie van tijd en ruimte. Zo worden nogal vreemde tijdsaanduidingen aangewend om proloog, verhaal en epiloog met elkaar te verbinden, dit terwijl die verschillende delen van de film geen narratieve samenhang vertonen.
- Een titelbord dat aangeeft “enkele uren later” verbindt de beginsequens van de schorpioenen met de sequens van de aankomende Majorkanen.
- Na de ceremonie volgen panoramische stadsbeelden van de moderne stad Rome en geven vignetten aan hoe in 1930 het rituele leggen van de eerste steen ertoe heeft geleid dat in een andere tijdsdimensie het hedendaagse Rome bestaat.
- Wanneer de man woedend kussenveren uit het raam gooit, volgt een titelbord met “Precies op het moment dat de veren, die zijn woedende handen uit de beddenkussens rukten, de vloer onder het raam begonnen te bedekken en een hoop begonnen te vormen. Precies op dat moment, kwamen de overlevenden uit het kasteel De Selligny om naar Parijs terug te keren.”  Zo verbindt het titelbord door middel van een tijdsreferentie weerom twee totaal incoherente scènes.

#### Geluidsexperimenten
L’Âge d’or is een van de eerste Europese geluidsfilms, maar zonder meer ook de eerste die bewust beeld en geluid in een contrapuntische relatie tot elkaar plaatst. Hiervan vinden we meerdere voorbeelden terug:
- De romantische inkleuring die de klassieke symfonieën teweegbrengen staat in scherpe tegenstelling met het geweld en de rauwheid van de beelden. Door dit contrast verkrijgen de beelden immers kracht en wordt de draak gestoken met de burgerlijke cultuur, vertegenwoordigd door de klassieke muziek.
- De natuurgeluiden zijn dragers van een poëtische geladenheid: het ruisen van de wind, het geklingel van de koebel en het blaffen van de honden verbinden shots van de man en de vrouw die mijlenver van elkaar verwijderd zijn om aan te geven dat hun liefde geen rationele verklaring heeft en niet verstoord kan worden door afstand in tijd of ruimte.
- De dialogen houden in meerdere scènes geen (logisch) verband met de handelingen. In de allereerste toepassing van een monologue intérieur op de klankband zien we het koppel in een intense omhelzing terwijl ze elkaar telepathisch aanspreken. In hun dialoog geven ze aan dat ze samen in bed liggen, verwijderd in plaats en ruimte van de eigenlijke locatie waar ze zich op dat moment bevinden. Geluid wordt hier m.a.w. gebruikt om een andere realiteitsdimensie te evoceren.

## Kritische receptie
De film trok bij de première in Parijs zes dagen lang uitverkochte zalen, vermoedelijk wegens zijn grote schandaalwaarde. Ook de surrealistische groep was laaiend enthousiast en bracht naar aanleiding van de première een radicaal ideologisch manifest uit. Daarop kwam vanuit conservatieve kringen hevige kritiek, en de extreemrechtse krant Action Française riep haar lezers op om de bioscoopzaal, Studio 28, met de grond gelijk te maken. De opgehitste jeugdorganisatie Camelots du Roi gaf hieraan gehoor en ging vandalistisch te keer, viel het publiek aan en besmeurde het scherm met inkt. Vanwege het oproer verbood de Franse politie amper een week nadien verdere vertoningen van de film. Het verbod bleef in Frankrijk geldig tot 1981 en de film werd alleen nog in gesloten kringen vertoond. Ook in de VS duurde het tot 1980 voordat L’Âge d’or gelanceerd werd, temeer omdat de familie De Noailles de film voor 50 jaar uit distributie hield.  Dat de film ook in artistieke kringen gemengd werd onthaald, bewijzen volgende citaten van Salvador Dalí en André Breton:
- Salvador Dalí: “Mijn idee was dat de film een expressie zou zijn van hartstochtelijk geweld doordrenkt met de groteske creaties van katholieke mythes (…) Ik was vreselijk teleurgesteld. De film was maar een karikatuur van mijn ideeën. Het katholicisme werd in een primitieve en niet-poëtische manier aangevallen.”[7]
- André Breton: “Deze film is een unieke poging tot verheerlijking van de totale liefde, zoals ik die zie; en de scherpe reacties die de vertoning ervan in Parijs heeft uitgelokt, hebben in mij de overtuiging van zijn onvergelijkbare waarde alleen nog maar versterkt."[8]